# Mark Drakeford
Mark Drakeford (Carmarthen, 19 de septiembre de 1954) es un político del Partido Laborista Galés que ha sido ministro principal de Gales y líder del Trabajo Galés desde 2018. Antes de esto, se destacó por servir en el Gobierno de Gales como secretario de Finanzas del Gabinete entre 2016 y 2018; ministro del Brexit entre 2017 y 2018 y ministro de Salud y Servicios Sociales entre 2013 y 2016. Drakeford fue elegido por primera vez como miembro de Senedd (MS) para Cardiff West en 2011.
Se considera que Drakeford pertenece al ala izquierda del Partido Laborista y cuenta con el apoyo de algunos miembros de Welsh Labor Grassroots and Momentum. Fue el único miembro del gabinete en funciones en cualquier parte del Reino Unido que apoyó a Jeremy Corbyn en su candidatura al liderazgo nacional del Partido Laborista en 2015, mientras era ministro de Salud y Servicios Sociales. Además de ser miembro del Partido Laborista, es miembro de Unite the Union y UNISON.

## Biografía
De 1991 a 1995, Drakeford fue profesor de estudios sociales aplicados en el University College of Swansea (ahora Swansea University). Luego se trasladó a la Universidad de Gales, Cardiff, rebautizada como Universidad de Cardiff en 1999, como profesor en su Escuela de Estudios Sociales y Administrativos. Fue ascendido a profesor titular en 1999 y nombrado profesor de Política Social y Ciencias Sociales Aplicadas en 2003. Drakeford continuó en sus puestos académicos hasta su nombramiento como ministro del Gobierno de Gales en 2013. Ha publicado libros y artículos de revistas sobre diversos aspectos de la política social.

## Trayectoria
Drakeford siempre ha estado interesado en la política, que según él era parte del tejido de la vida en Carmarthenshire de la década de 1960 . También ha afirmado que "siempre fue laborista", creyendo que los vínculos de una persona con la economía son el gran factor determinante en sus oportunidades de vida. De 1985 a 1993, Drakeford representó al barrio de Pontcanna en el Consejo del Condado de South Glamorgan, con sus compañeras futuras miembros de la Asamblea de Gales, Jane Hutt y Jane Davidson, como sus colegas de barrio.Se desempeñó como presidente del Comité de Educación y se interesó especialmente en la educación media galesa.
Habiendo sido parte de la exitosa campaña Sí por Gales en el referéndum de devolución de Gales de 1997, fue seleccionado como candidato laborista de Cardiff Central en las primeras elecciones de la Asamblea de Gales, como parte de la política de "escaños hermanados" de los laboristas. El escaño lo ganó Jenny Randerson, de los demócratas liberales. Tras el nombramiento de Rhodri Morgan como Primer Ministro en 2000, Drakeford se convirtió en asesor especial del Gobierno de Gales en materia de salud y política social, y más tarde se desempeñó como jefe de la oficina política de Morgan. Había sido cercano a Morgan durante varios años, habiendo sido el agente electoral de Morgan cuando fue elegido para el Parlamento del Reino Unido. En su papel de asesor especial, Drakeford fue uno de los principales arquitectos de la filosofía del "agua roja clara", que hizo una distinción entre la política del Partido Laborista de Morgan en Gales y de Tony Blair en Westminster..
Drakeford sucedió a Morgan como miembro de la Asamblea de Cardiff West cuando este último se retiró en las elecciones de 2011. Poco después, se convirtió en presidente del Comité de asistencia sanitaria y social de la Asamblea y del Comité de seguimiento del programa de todo Gales para los fondos europeos. En 2013, fue invitado por el primer ministro Carwyn Jones a unirse al Gobierno, reemplazando a Lesley Griffiths como Ministro de Salud y Servicios Sociales. Su nombramiento fue recibido por la Asociación Médica Británica y el Royal College of Nursing. Como ministro de Salud, dirigió tanto la Ley de trasplantes humanos como la Ley de niveles de dotación de personal de enfermería a través del Senedd.
Mark Drakeford fue designado por AM como ministro principal designado el 12 de diciembre y su nominación fue aprobada por la reina.. Nombró a su Gobierno al día siguiente. Fue nombrado consejero privado el 10 de enero de 2019. Como ministro principal, Drakeford ha estado respondiendo a la pandemia de COVID-19 en curso en Gales. Según una investigación realizada por el University College London para su estudio social COVID-19, el liderazgo de Drakeford condujo a una mejor comprensión de las reglas en Gales que el de Boris Johnson en Inglaterra.